# Tour Cycliste des 4B Sud Charente
Le Tour des 4B Sud Charente est une course cycliste française qui se déroule au mois de mars dans le département de la Charente. Créée en 2019, cette compétition fut élaborée à l'initiative d'un groupe d'étudiants de l'IUT Angoulême,. Elle fait partie du calendrier national de la Fédération française de cyclisme. 
L'édition 2020 est annulée en raison de la pandémie de Covid-19. Depuis 2024, l'épreuve figure au programme de la Coupe de France N1, qui correspond au plus haut niveau amateur. Son parcours actuel comprend plus de 2 000 dénivelé positif, avec une arrivée située à Coteaux-du-Blanzacais. 

## Palmarès
| Année | Vainqueur                 | Deuxième            | Troisième         |        |
| ----- | ------------------------- | ------------------- | ----------------- | ------ |
| 2019  | Pierre Bonnet             | Mickaël Guichard    | Ross Lamb         |        |
| 2020  | annulé                    | annulé              | annulé            | annulé |
| 2021  | Thomas Bonnet             | Aurélien Costeplane | Léo-Paul Jamin    |        |
| 2022  | Stefan Bennett            | Julien Jamot        | Clément Petit     |        |
| 2023  | Nicola Marcerou           | Oliver Knight       | Maxime Jarnet     |        |
| 2024  | Florentin Lecamus-Lambert | Henry Lawton        | Clément Le Boetez |        |
| 2025  | Alfie George              | Antoine Berger      | Louis Hardouin    |        |